# Incredibile
Incredibile was een eigenzinnig laatavondpraatprogramma met Felice Damiano (Dré Steemans) dat van 1991 tot 1995 uitgezonden werd op de BRTN.
In elke aflevering ontving Felice een drietal al dan niet bekende praatgasten. De eerste twee seizoenen werden opgenomen in theater "Le Vaudeville" in Brussel en waren te zien op TV1. Vanaf het derde seizoen vonden de opnamen plaats in "De Markten" in Brussel en werd het programma uitgezonden onder de titel Incredibile! op TV2.
In de aflevering van 4 februari 1991 veroorzaakte Jan Bucquoy enige opwinding door het schaamdeel van koningin Fabiola te vergelijken met twee vijgen.

## Afleveringen
- Seizoen 1: 14 januari 1991 - 27 mei 1991 (20 afl.)
- Seizoen 2: 5 februari 1992 - 1 april 1992 (9 afl.)
- Seizoen 3: 2 januari 1995 - 27 maart 1995 (13 afl.)
- Seizoen 4: 25 september 1995 - 18 december 1995 (13 afl.)